# CDex
CDex est un logiciel libre permettant d'encoder les CD audio dans divers formats de compression comme le MP3, le WMA ou leur équivalent libre : le OGG ou le FLAC.
On peut également enregistrer une source extérieure analogique connectée à la carte son (un microphone, un lecteur miniDisc, etc.) dans n’importe lequel des formats supportés.
On retrouve aussi les fonctions élémentaires de lecture de CD et de support de protocole CDDB (le fait de reconnaître les titres de votre CD via Internet sans même entrer le nom de l’artiste ou de l’album, par exemple).

## Risques potentiels
CDex est distribué sur son site officiel et, à l’instar de nombreux logiciels d’installation, il peut inclure des logiciels tiers potentiellement indésirables voire malveillants et ce, de façon aléatoire : à chaque lancement du logiciel d’installation, ce ne sera pas forcément le ou les mêmes logiciels qui seront proposés. Il faut donc être très attentif à ce qu’annonce la fenêtre de l’installeur avant de cliquer sur « Continuer ».
Par ailleurs, le site officiel, distribue le logiciel, mais pas le code source, ce qui est une infraction à la licence GPL. Ce logiciel n'est donc pas vraiment un logiciel libre dans l'état actuel des choses.

## Fonctionnalités
- permet l’extraction des CD audio
- permet l’enregistrement à partir de la carte son
- format l’enregistrement en WAV
- format d’encodage en MP3, en OGG en WMA ou en FLAC
- permet de choisir la qualité de l’encodage
- encode et décode dans tous les sens :
  - CD → WAV, MP3, OGG, WMA
  - line in (entrée carte son) → WAV, MP3, OGG, WMA, FLAC
  - WAV ↔ MP3, OGG, WMA, FLAC
  - MP3 ↔ OGG ↔ WMA
- permet de créer une liste d’attente de fichiers à encoder
- permet l’extraction partielle d’une piste (ex. : uniquement la première minute)
- comporte des commandes de lecture pour un CD